# Max Walter (Gewichtheber)
Max Walter (* 30. Januar 1905 in Metz; † 30. Dezember 1987 in Duisburg) war ein deutscher Gewichtheber.

## Werdegang
Max Martin Walter wurde zwar in Metz, Lothringen, geboren, wuchs aber in Saarbrücken auf.
Als Jugendlicher trat er dem Sportverein SV Saar 05 Saarbrücken bei. Er begann zunächst mit dem Ringen, fand aber bald zum Gewichtheben.
Schon bald stellten sich erste Erfolge ein und er startete bereits 1924, ohne sich im Vorderfeld platzieren zu können, erstmals bei deutschen Meisterschaften. 
1927 war er auf Grund seiner Vorleistungen hoher Favorit im Bantamgewicht, erlitt aber auf der Fahrt zum Veranstaltungsort Nürnberg einen Autounfall und konnte nicht starten. 1928 war es aber so weit, er wurde erstmals deutscher Meister. 
Max Walter war um 1930 unzweifelhaft der beste Bantamgewichtsheber der Welt. Er konnte sein Können damals nicht auf internationaler Bühne zeigen, da das Bantamgewicht (bis 56 kg Körpergewicht) international nicht ausgeschrieben wurde. 
1934 wechselte er deshalb in das Federgewicht (bis 60 kg Körpergewicht) und wurde 1935 prompt Europameister.
Bei den Olympischen Spielen 1936 in Berlin hatte er einen rabenschwarzen Tag, blieb ca. 20 kg hinter seiner Bestleistung zurück und kam so nur auf den 8. Platz.
Nach Beendigung seiner aktiven Laufbahn 1938 betätigte sich Max Walter lange Jahre als Trainer in seinem Stammverein.

## Internationale Erfolge
- 1934. 2. Platz, Europameisterschaft in Turin, mit 285 kg, hinter Attilio Bescape, Italien, 285 kg und vor Franz Andrysek, Österreich, 282,5 kg;
- 1935, 1. Platz, Europameisterschaft in Paris, mit 297,5 kg, vor Georg Liebsch, Deutschland, 295 kg und Anton Richter, Österreich, 285 kg;
- 1936, 8. Platz, Olympische Spiele in Berlin, mit 280 kg, Sieger Anthony Terlazzo, USA, 312,5 kg;
- 1937, 3. Platz, Weltmeisterschaft in Paris, mit 287,5 kg, hinter Liebsch, 297,5 kg, und Anton Richter, 287,5 kg

## Deutsche Meisterschaften
Ba = Bantamgewicht, Fe = Federgewicht, OD = olympischer Dreikampf, bestehend aus beidarmigem Drücken, Reißen und Stoßen, FK = Fünfkampf, bestehend aus OD und einarmigem Reißen und Stoßen
- 1928, 1. Platz in Koblenz, OD, Ba, mit 270 kg, vor Karl Koch, Dortmund, 237,5 kg,
- 1929, 1. Platz in Villingen, FK, Ba, mit 382,5 kg, vor Koch, 372,5 kg, und Kannwald, Essen, 365 kg,
- 1930, 1. Platz in Breslau, OD, Ba, mit 265 kg, vor Josef Wagner, Wien, 255 kg, und Karl Janisch, Wien, 252,5 kg,
- 1931, 1. Platz, in Schonungen, OD, Ba, mit 257,5 kg, vor Koch, 255 kg, und Adolf Werner, Würzburg, 252,5 kg,
- 1932, 1. Platz in Dortmund, OD, Ba, mit 260 kg, vor Josef Schuster, 1860 München, 260 kg,
- 1933, 1. Platz in Alsfeld, FK, Ba, mit 395 kg, vor Jakob Renfer, Ludwigshafen am Rhein, 370 kg,
- 1934, 1. Platz in Nürnberg, FK, Fe, mit 432,5 kg, vor Eugen Mühlberger, Frankfurt, 425 kg, und Josef Wagner, Stuttgart, 417,5 kg,
- 1935, 1. Platz in Berlin, OD, Fe, mit 285 kg, vor Helmut Schäfer, Stuttgart, 285 kg, und Georg Liebsch, Düsseldorf, 282,5 kg,
- 1936, 1. Platz in Möhringen, OD, Fe, mit 290 kg, vor Mühlberger, 290 kg, und Liebsch, 287,5 kg,
- 1937, 2. Platz in Düsseldorf, OD, Fe, mit 287,5 kg, hinter Liebsch, 295 kg,
- 1938, 1. Platz in Breslau, OD, Ba, mit 270 kg, vor Schuster, 265 kg, und Georg Bumberger, Freising, 255 kg

## Weltrekorde
Die 1928 aufgestellten Weltrekorde wurden im Bantamgewicht, der Rekord von 1935 im Federgewicht erzielt.

### Beidarmiges Reißen
- 83 kg, 1928 in Koblenz
- 85 kg, 1928 in Koblenz

### Olympischer Dreikampf
- 270 kg, 1928 in Koblenz
- 297,5 kg, 1935 in Paris